# Fedorivka (Cuialnic), Bârzula
Fedorivka (în ucraineană Федорівка) este un sat în comuna Cuialnic din raionul Bârzula, regiunea Odesa, Ucraina.

## Demografie
Componența lingvistică a localității Fedorivka
     Ucraineană (78,26%)
     Română (12,39%)
     Rusă (7,61%)
     Alte limbi (0,66%)
Conform recensământului din 2001, majoritatea populației localității Fedorivka era vorbitoare de ucraineană (78,26%), existând în minoritate și vorbitori de română (12,39%) și rusă (7,61%).

## Vezi și
- Românii de la est de Nistru